# Circuito de armazenamento
Circuito de armazenamento é a parte dos circuitos digitais que se responsabiliza pelo armazenamento de informações.
Nos dias de hoje os computadores necessitam de muito mais espaço para armazenar as informações em todos os tipos de memória, a partir desse momento,as informações que são armazenadas por conjuntos de dígitos binários(chamados de "palavra") nos sistemas digitais internos do computador também tem que ser maior, ocupando um espaço de 32, 64 ou 128 bits, sendo que
em períodos mais antigos essa memória dos conjuntos de dígitos binários possuiam no máximo 16 bits.
Os sistemas digitais necessitam de comunicação com a parte de hardware do computador, para que seja armazenado n  conjuntos de dígitos binários.

Dentro dos sistemas digitais temos os circuitos digitais capazes de realizar o armazenamento de informações sendo eles os registradores e as memórias ROM e RAM.
Grande parte desses circuitos de armazenamento é construída para que possa haver modificação da informação armazenada.
Além da função modificadora do circuito, ele pode ter outras operações, como o incremento, decremento e deslocamento.